# Nîjnea Lukavîțea, Strîi
Nîjnea Lukavîțea (în ucraineană Нижня Лукавиця) este un sat în comuna Dolișna din raionul Strîi, regiunea Liov, Ucraina.

## Demografie
Componența lingvistică a localității Nîjnea Lukavîțea
     Ucraineană (100%)
Conform recensământului din 2001, toată populația localității Nîjnea Lukavîțea era vorbitoare de ucraineană (100%).